# Doumbala
Pour le département, voir Doumbala (département).
Doumbala est une commune située dans le département de Doumbala, dont elle est le chef-lieu, de la province de Kossi au Burkina Faso.

## Géographie
Doumala est situé à environ 45 km à l'ouest de Nouna chef-lieu de la province.

## Santé et éducation
La commune accueille un centre de santé et de promotion sociale (CSPS).